# إوز قزم قطني
أوز قزم قطني (الاسم العلمي: Nettapus coromandelianus) هو نوع من فصيلة بطية.